# Sjeverni križarski ratovi
Sjeverni križarski ratovi ili baltički križarski ratovi bili su križarski ratovi koje su poduzimali kršćanski vladari iz Danske i Švedske, njemački Livonski viteški red i Teutonski viteški red, i njihovi saveznici protiv poganskih naroda sjeverne Europe oko južnih i istočnih obala Baltičkog mora. Švedski i njemački katolički pohodi protiv ruskih pravoslavaca se također ponekad smatraju dijelom sjevernih križarskih ratova. Neke od tih ratova su se zvali križarskim ratovima tijekom srednjeg vijeka, ali drugi, uključujući i većinu onih švedskih, bili su prvi put nazvali romantični nacionalistički povjesničari iz 19. stoljeća križarskim ratovima. Svijet istočnog Baltika je transformiran vojnim osvajanjima: najprije Livi i Latgalijanci i Estonci, a zatim Semigalijanci, Kuronci, Prusi i Finci su doživjeli poraz, pokrštavanje, vojnu okupaciju, a ponekad i istrebljenja koja su počinili Danci, Nijemci i Šveđani.

## Pozadina
Službena polazna točka za sjeverne križarske ratove bio je poziv pape Celestina III. 1193.  Međutim, kršćanska kraljevstva u Skandinaviji, Poljskoj i Svetom Rimskom Carstva su počela   pokoravati svoje poganske susjede i ranije Nekršćanski narodi koji su bili predmet pohoda uključuju:
- Polapski Slaveni, Lužički Srbi, i Obotriti između Labe i Odre  (Sasi, Danci, i Poljaci, počevši s wendskim križarskim ratom godine 1147.)
- narodi iz (današnje) Finske godine 1154. (uža Finska; sporno), 1249? (Tavastia) te 1293. (Karelija) (švedski križarski ratovi, iako je pokrštavanje počelo i ranije),
- Livonci, Latgalijanci, Seloniajnci, i Estonci (Nijemci te Danci, 1193. – 1227.),
- Semigalijanci i Kuronci (1219. – 1290.),
- Prusi
- Litvanci i Samogiti (Nijemci, neuspješno 1236. – 1316.)

Oružani sukob između Baltičkih Finaca, baltičkih naroda i Slavena koji su živjeli uz baltičku obalu i njihovih saskih i danskih susjeda na sjeveru i jugu bio je uobičajen nekoliko stoljeća prije križarskih ratova. Prethodne bitke uglavnom su uzrokovane pokušajima uništenja dvoraca i morskih trgovačkih puteva i te stjecanja ekonomske prednosti u regiji, a križarski je rat zapravo nastavio ovaj uzorak sukoba, iako je sada bio nadahnut i propisan od Pape i pod vostvom papinskih vitezova i naoružanih redovnika.

## Wendski križarski rat
Pohod je započeo godine 1147. s wendskim   križarskim ratom protiv Polapskih Slavena (ili "Wenda") iz onoga što je sada sjeverna i istočna Njemačka. Križarski rat se dogodio paralelno Drugim križarskim ratom u Svetoj zemlji, i trajao s prekidima sve do 16. stoljeća.

## Livonski križarski rat
Do 12. stoljeća, narodi kojie su nastanjivali područja sada poznata kao Estonija, Latvija i Litva formirali su poganski klin između suparničkih kršćanskih država čija je moć rasla - Pravoslavnu Crkvu na istoku i Katoličku Crkvu na zapadu. Razlika u vjerovanjima bila je jedan od razloga što još nije bila učinkovito pokrštena. Tijekom razdoblja od više od 150 godina, koje je dovelo do dolaska njemačkih križara u regiju, Estonija su ruska kneževstva napala preko 13 puta, kao i Danska i Švedska. Estonci su sa svoje strane napadali po Danskoj i Švedskoj. Bilo je mirnih pokušaji nekih katolika za obraćenjem Estonaca, počevši s misijama Adalberta, nadbiskupa Bremenu   1045. – 1072. Međutim, ovi su mirni napori,  imali samo ograničeni uspjeh.

### Pohod protiv Livonaca  (1198. – 1212.)
Kretanje u smjeru njemačkih trgovaca, koji su sada slijedili stare trgovačke putove Vikinga, redovnik po imenu Meinhard došao je na ušću rijeke Daugave u današnjoj Latviji godine 1180. te je imenovan biskupom godine 1186. Papa Celestin III. proglasio je križarski rat protiv baltičkih pogana godine 1195., koji je ponovio papa Inocent III. i križarska ekspedicija pod vodstvom Meinhardova nasljednika, biskupa Bertholda iz Hanovera, stigla je u Livoniju (dio današnje Latvije, koja okružuje zaljev u Rigi) godine 1198. Iako su križari osvojili svoju prvu bitku, biskup Berthold je bio smrtno ranjen, a križari su bili odbijeni.
Godine 1199., nadbiskup Hartwig II. iz Bremena je imenovao Alberta Buxhoevedena za pokrštavanje baltičkih zemalja. Do vremena Albertove smrti 30 godina kasnije, osvajanje i formalno pokrštavanje današnje Estonije i sjeverne Latvije bilo je završeno. Albert je počeo svoj zadatak obilaska Carstva, propovijedajući križarski rat protiv baltičkih zemalja, te mu je u tome pomogla papinska bula, koja je proglasila da je borba protiv baltičkih pogana istog ranga kao sudjelovanje u križarskom ratu u Svetoj zemlji. Iako je stigao na ušće Daugave godine 1200. sa samo 23 broda i 500 vojnika, biskupovi napori su osigurali konstantan dotok novaka. Prvi križari obično su stizali u borbu tijekom proljeća i vratili se u svoje domove na jesen. Kako bi osigurali trajnu vojnu prisutnost osnovana su Livonska braća mača 1202. osnivana od biskupa Alberta,  tržnica u Rigi godine 1201.  privukla je građane iz Carstva i uslijedio je ekonomski prosperitet. Na Albertov zahtjev, papa Inocent III. posvećuje baltičke zemle Djevici Mariji kako bi popularizirao novačenje u njegovoj vojsci a ime "Marijina zemlja" je preživjelo do modernih vremena.
Godine   1206., križari su pokorili Livonsko uporište u Turaidi na desnoj obali rijeke Gauja, drevnom trgovačkom pravcu na sjeverozapadu Rusi. U cilju da se dobije kontrolu nad lijevom obalom Gauje, u Siguldi je prije 1210. izgrađen kameni dvorac. Do 1211, Livonian pokrajina Metsepole (sada okrug Limbaži) i mješoviti Livonsko-latgalijanska grofovija Edoma (danas Straupe) je preobraćena na rimokatoličku vjeru. Posljednja bitka protiv Livonaca bila je opsada gradine Satezele u blizini Sigulde godine 1212.  Livonci, koji su plaćati porez istočnoj slavenskoj kneževini Polock, isprva su smatrali Nijemce korisnima saveznicima. Prvi istaknuti Livonac koji će biti   kršten je njihov vođa Caupo iz Turaide. Kako je njemački stisak ojačao,  Livonci su se pobunili protiv križara i krštenog vođe, ali su suzbijeni stavili dolje. Caupo iz Turaide je ostao saveznik križara sve do svoje smrti u bitci na dan svetog Mateja godine 1217.
Njemački križari su uvrstili novokrštene livonske ratnike za sudjelovanje u njihovim pohodima protiv Latgalijanaca i Selonijanaca  (1208. – 1209.), Estonaca (1208. – 1227.) i protiv Semigalijanaca, Samogitijanac i Kuronaca  (1219. – 1290.).

### Rat protiv Latgalijanaca i Selonijanaca (1208. – 1224.)
Nakon podjarmljivanja Livonaca   križari su skrenuli svoju pozornost na latgalijanske kneževine prema istoku, uz rijeke Gauju i Daugavu. Vojni savez iz 1208. godine, i kasnije obraćenje iz grčkog pravoslavlja na katoličanstvo kneževine Tālava bilo je jedino mirno podjarmljivanje baltičkih plemena u nordijskim križarskim ratovima. Vladar Tālave, Tālivaldis (Talibaldus de Tolowa), postao je najvjerniji saveznik njemačkih križara protiv Estonaca, te je umro kao katolički mučenik godine 1215. Rat protiv Latgalijanaca i Selonijanaca duž toka Daugave   započeo je 1208. godine zauzimanjem pravoslavne kneževine Koknese i selonijanske gradine kod Sēlpilse. Pohod se nastavio 1209.  napadom na pravoslavnu kneževine Jersika (poznate kao Lettia), optužujući križare za suradnju s litvanskim poganima. Nakon poraza kralja Jersike, Visvaldisa, postao je vazal biskupu Livonije i dobila dio njegove zemlje (južna Latgale) kao feud. Selonijansko uporište Sēlpils je nakratko bio sjedište selonijanske biskupije (1218. – 1226.), a onda je došao pod vlast livonskog reda. Tek je godine 1224.,  podjelom grofovija Tālava i Adzele između biskupa Rige i Bratstva mača, učinio je da je latgalijanska zemlja napokon postala vlasništvo njemačkih osvajača. Teritorij bivše kneževine Jersika je godine 1239. podijeljen između biskupa od Rige i livonskog reda

### Pohodi protiv Estonaca (1208. – 1224.)
Do 1208. godine, Nijemci su bili dovoljno jaki za početak operacije protiv Estonaca, koji su u to vrijeme bili podijeljeni u osam glavnih i nekoliko manjih grofovija pod vodstvom starješina čija je suradnja bila ograničen.  Od 1208. do 1227.,  zagovorazelji rata s obe strane divljale su kroz livonske, sjeverne latagalijske i estonske grofovije, s Livoncima i Latgalijancima normalno kao saveznicima križara, te kneževinama Polock i Pskov koje su se pojavile kao saveznici različitih strana u različito vrijeme. Gradine, koje su bile ključni centri estonskih grofovija, bile su pod opsadom i zarobljavane nekoliko puta. Primirje između ratom iscrpljenih strana dogovoreno je na    tri godine (1213. – 1215.) i pokazalo se općenito povoljnijim prema Nijemcima, koji su konsolidirali svoju političku poziciju, dok Estonci nisu bili u stanju razviti svoje sustave labavih saveza u centraliziranu državu. Livonski vođa Kaupo je poginuo u bitci kod Viljandija (Fellin) 21. rujna 1217, ali bitka je označavala definitivan poraz Estonaca, čiji je vođa lider Lembitu također ubijen. Od 1211, ime mu je privuklo pozornost njemačkih kroničara kao značajnog estonskog starješine, te je   postao središnja figura estonskog otpora.
Kršćanska kraljevstva Danske i Švedske također su bila pohlepna za osvajanjima istočnih obala Baltika. Dok su Šveđani učinili samo jedan neuspješan nalet u zapadnu Estoniju godine 1220., danska flota na čelu s kraljem Valdemarom II. došla je u estonski gradi Lindanisse  (današnji Tallinn) godine 1219. Nakon bitke kod Lyndanisse Danci su osnovali utvrdu, koju su opsjedali Estonci od 1220. do 1223., ali je izdržala. Na kraju, cijela sjeverna Estonija je došla pod dansku kontrolu.

### Rat protiv Saaremaa (1206. – 1261.)
Posljednja estonska grofovija koja se održala   protiv osvajača bila je otočka grofovija Saaremaa, čija je ratna flota je poharala Dansku i Švedsku tijekom godina borbe protiv njemačkih križara.
Godine 1206., danska vojska pod vodstvom kralja Valdemara II. i Andreasom, biskupom od Lunda došla je do Saaremaa i pokušala uspostaviti uporište bez uspjeha. Godine 1216. Livonsko bratstvo mača i biskup Teodorik udružili su snage i napali Saaremaa preko zaleđenog mora. Zauzvrat, Oeselijanci su upali na teritorije u Latviji pod njemačkom kontrolom sljedećeg proljeća. Godine 1220. švedska je vojska pod vodstvom kralja Ivana I. i biskupa Karla od Linköpinga osvojila Lihulu u Rotaliji u zapadnoj Estoniji. Oeselijanci su napali švedsku tvrđavu iste godine, osvojili je te pobili cijeli švedski garnizon uključujući biskupa Linköpinga.
Godine 1222., danski kralj Valdemar II. pokušao je drugi put osvojiti Saaremaa, ovaj put uspostavivši kamenu utvrdu s jakim garnizonom. Dansko uporište su opsjedali i okružili u roku od pet dana, danska posada se vratila u Revel, ostavljajući Teodorikam, brata biskupa Alberta iz Rig, i nekoliko drugih, iza kao taoce za mir. Oeselijanci su dvorac sravnili sa zemljom.
Vojska od 20.000 ljudi pod papinim legatom Vilimom od Modene prešla je zamrznuto more, dok Saaremaanska flota nije bila zaleđena, u siječnju 1227. Nakon predaje dva glavna Oeselijanska uporišta, Muhu i Valjala, a Oeselijanci su formalno prihvatili kršćanstvo.
Godine 1236., nakon poraza od Livonsko bratstva u bitci kod Saule,  ponovno su izbili vojni sukobi u Saaremaa. Godine 1261., rat se nastavio kako Oeselijanci još jednom odbacili kršćanstvo i poubijali sve Nijemce na otoku. Potpisan je mirovni sporazum nakon što su ujedinjene snage Livonskog reda, biskupije Ösel-Wiek i Danske Estonije, uključujući Estonce s kopna i Latvijce, porazili Oeselijance osvajajući svoje uporište na Kaarmai. Ubrzo nakon toga, Livonski red je uspostavio kamenu utvrdu kod Pöidea.

### Rat protiv Kuronijanaca i Semigalijanaca  (1201. – 1290.)
Iako su Kuronijanci napali Rigu 1201. i 1210., Albert Buxhoeveden, smatrajući Kurlandiju podređenom Valdemaru II. od Danske,   nerado je provodio pohode velikih razmjera protiv njih. Nakon Albertove smrti 1229., križari su osigurali mirnu predaju Vanemane (županije s miješanim Livoncima, Oseliancima i Kuroncima u sjeveroistočnom dijelu Kurlandije ) Ugovorom iz 1230. iste godine papinski legat-zamjenik Baldouin iz Alnea poništio je taj sporazum   i sklopio sporazum   s vladarom Bandave u središnjem Kurlandije Lamekins (Lammechinus rex),  predajući njegovo kraljevstvo u ruke papinstva. Baldouin je postao papin izaslanik u Kurlandiji i biskup Semigalije; Međutim, Nijemci su se žalili na njega rimskoj kuriji, te ga je1234. papa Grgur IX. uklonio s mjesta svog izaslanika.
Nakon poraza u odlučujućoj bitci kod Saule od Samogitijanaca i Semigalianaca, ostaci bratstva su reorganizirani godine 1237 kao frakcija teutonskog reda i postaoli poznati kao Livonski red.  Godine 1242., pod vodstvom zapovjednika Livonskog reda Andrije Groningena, križari su počeli vojni pohod na Kurlandiju. Oni su porazili Kuronce prema jugu sve do Embūte, u blizini granice sa suvremenom Litvom, i osnovali svoju glavnu utvrdu kod Kuldīge. Godine 1245. papa Inocent IV. dodijelio je dvije trećine osvojene Kurlandije Livonskom redu, a jednu trećinu biskupiji Kurlandija.
U bitci kod Durbe godine1260. snaga Samogitijanaca i Kuronaca   svladala je ujedinjene snage livonskog i teutonskog red.  Tijekom sljedećih godina, međutim, križari su postupno podvrgnuli   Kuronce te su   1267. zaključili mirovni sporazum kojim će se utvrditi obveze i prava svojih poraženih suparnika. U neosvojenim južnim dijelovima njihovih teritorija (Ceklis i Megava) bili su ujedinjeni pod vlašću Velikog Vojvodstva Litve.
Osvajanje semigalijanskih grofovija započelo je 1219., kada su križari iz Rige zauzeli   Mežotne, glavni ulaz na Lielupe plovni put, i osnovali biskupiju Semigalija. Nakon nekoliko neuspješnih pohoda protiv poganskih semigalijanskog vojvode Viestardsa i njegove samogotijske braće, Rimska kurija je 1251. odlučila ukinuti biskupiju Semigalija i podijeliti njen teritorij između biskupije Riga i livonskog reda. Godine 1265.     sagrađen je kameni dvorac kod Jelgave, na Lielupeu, te je postao glavna vojna baza za križarske napade na Semigalijance. Godine 1271. osvojena je glavna gradina Tērvete, ali Semigaliajanci pod vojvodom   Nameisisom su se pobunili 1279., a Litvanci pod Traidenisom su porazili snage livonskog reda u bitci kod Aizkraukle. Vojnivi vojvode   Nameisisa neuspješno su napali Rigu 1280., kao odgovor na koje je oko 14.000 križara opsjedalo dvorac Turaidu godine 1281. Za osvajanje preostalih semigalijanskih gradina meštar reda Villekin od Endorpea izgradio je   godine 1287. dvorac zvani Heiligenberg tik do dvorca Tērvete.  Iste godine su Semigalijanci su   još jednom pokušali osvojiti Rigu, ali opet bez uspjeha. Na povratku kući livonski su ih vitezovi   napali, ali su poraženi u bitci kod Garoze, u kojoj je poginuo   Villekin i najmanje 35 vitezova. Novi meštar reda Cuno od Haciginsteina organizirao je posljednje pohode protiv Semigalijanaca godine 1289. i 1290. Gradine Dobele, Rakte i Sidarbe bile su osvojene a većina Semigalijanskih ratnika pridružila se samogitskim i litavskim snagama.

## Pruska i Litva

### Pohodi Konrada od Mazovije
Konrad I., poljski vojvoda od Mazovije, neuspješno je pokušavao osvojiti pogansku Prusku u križarskim godinama 1219. i 1222. Prihvativši savjet prvog biskupa Pruske, kChristiana od Olive Konrad je osnovao križarski Red Dobrzyń (ili Dobrin) godine 1220. Međutim, ovaj red je bio uglavnom neučinkovit, Konradov pohod protiv Prusa izazvao je upade u već zauzeta područja Culmerland (Chelmno Land). Podvrgnut stalnim pruskim protunapadima, Konrad je htio stabilizirati sjever Vojvodstva Mazovija u ovoj borbi nad graničnom području Chelmna. Mazovija je osvojena u 10. stoljeću i domorodački Prusi, Jotvingianci i Litvanci su još uvijek živjeli na području bez naselljenih granica. Njegova vojna slabost prisilila je Konrada pozvati Teutonske vitezove.

### Teutonski red
Sjeverni križarski ratovi dali su opravdanje   za rast i širenje teutonskog reda njemačkih vitezova koji je osnovan u Palestini krajem 12. stoljeća. Zbog muslimanskih uspjeha u Svetoj zemlji, Red je tražio nove misije u Europi. Vojvoda Konrad I.  od Mazovije u zapadnoj-središnjoj Poljskoj pozvao je godine 1226. vitezove na obranu   svojih granica i pokoravanje poganskih Baltičkih Prusa u 1226. Nakon podređivanja Prusa,  Teutonski vitezovi su se borili protiv Velikog Vojvodstva Litve.
Kada su Livonski vitezovi slomili Samogitijance u bitci kod Saule godine 1236., podudarajući se s nizom pobuna u Estoniji, Livonski red je ustupio mjesto teutonskom reda, čime su Teutonski vitezovi ostvarili političku kontrolu nad velikim teritorijima   Baltika.  Mindaugas, kralj Litve, bio je kršten zajedno sa suprugom nakon krunidbe godine1253., u nadi da će to pomoći zaustaviti križarske napade, ali nije. Teutonski vitezovi su uspjeli ukrotiti poganski Litvu, koja je službeno obraćena na (katoličko) kršćanstvo godine 1386.  kada se Veliki vojvoda   Jogaila oženio 11-godišnjom kraljicom Jadwigom od Poljske. Međutim, čak i nakon što je zemlja službeno obraćena, križarski ratovi su se nastavili sve do bitke kod Grunwalda 1410., kada su Litvanci i Poljaci, uz pomoć Tatara, Moldavaca i Čeha, porazili Teutonske vitezove.
Pokušaji teutonskog reda za osvajanjem pravoslavne Rusije (osobito republika Pskov i Novgorod), pothvat koji je odobrio papa Grgur IX., također se može smatrati dijelom sjevernih križarskih ratova. Jedan od glavnih udaraca ideji osvajanja Rusije bila je Bitka na ledu godine 1242. S ili bez Papina blagoslova, Švedska također poduzela nekoliko križarskih ratova protiv pravoslavnog Novgoroda.